# Saison 2008 de l'équipe cycliste La Française des jeux
 (février 2021).
Si vous disposez d'ouvrages ou d'articles de référence ou si vous connaissez des sites web de qualité traitant du thème abordé ici, merci de compléter l'article en donnant les références utiles à sa vérifiabilité et en les liant à la section « Notes et références ».
La saison 2008 est la douzième année d'activité de l'équipe cycliste La Française des jeux. Elle a vu la confirmation du Belge Philippe Gilbert, auteur d'un excellent début de saison et vainqueur de sa première grande classique, Paris-Tours. Membre de l'équipe depuis ses débuts professionnels en 2003, il rejoint Silence-Lotto en 2009. Christophe Mengin, coureur de la Française des jeux depuis sa création, effectue en 2008 sa dernière saison en tant que coureur professionnel.

## Bilan de la saison

### Victoires
| Date       | Course                                                  | Pays        | Classe | Vainqueur          |
| ---------- | ------------------------------------------------------- | ----------- | ------ | ------------------ |
| 20/01/2008 | Classement général de la Tropicale Amissa Bongo Ondimba | Gabon       | 2.1    | Lilian Jégou       |
| 10/02/2008 | Trofeo Mallorca                                         | Espagne     | 1.1    | Philippe Gilbert   |
| 13/02/2008 | Trofeo Soller                                           | Espagne     | 1.1    | Philippe Gilbert   |
| 14/02/2008 | Challenge de Majorque                                   | Espagne     | 1.1    | Philippe Gilbert   |
| 01/03/2008 | Circuit Het Volk                                        | Belgique    | 1.HC   | Philippe Gilbert   |
| 05/03/2008 | Le Samyn                                                | Belgique    | 1.1    | Philippe Gilbert   |
| 08/03/2008 | 2e étape des Trois Jours de Flandre-Occidentale         | Belgique    | 2.1    | Yauheni Hutarovich |
| 20/04/2008 | Tro Bro Leon                                            | France      | 1.1    | Frédéric Guesdon   |
| 19/05/2008 | 4e étape du Tour de Picardie                            | France      | 2.1    | Sébastien Chavanel |
| 19/05/2008 | Classement général du Tour de Picardie                  | France      | 2.1    | Sébastien Chavanel |
| 23/06/2008 | 4e étape de la Route du Sud                             | France      | 2.1    | Jussi Veikkanen    |
| 29/06/2008 | Championnat de Biélorussie sur route                    | Biélorussie | CN     | Yauheni Hutarovich |
| 29/06/2008 | Championnat de Finlande sur route                       | Finlande    | CN     | Jussi Veikkanen    |
| 29/07/2008 | 4e étape du Tour de Wallonie                            | Belgique    | 2.HC   | Gianni Meersman    |
| 03/08/2008 | Polynormande                                            | France      | 1.1    | Arnaud Gérard      |
| 06/08/2008 | 2e étape du Tour de Burgos                              | Espagne     | 2.HC   | Yauheni Hutarovich |
| 08/08/2008 | 4e étape du Tour de Burgos                              | Espagne     | 2.HC   | Yauheni Hutarovich |
| 22/08/2008 | 4e étape du Tour du Limousin                            | France      | 2.1    | Benoît Vaugrenard  |
| 04/09/2008 | 6e étape du Tour d'Allemagne                            | Allemagne   | PT     | Jussi Veikkanen    |
| 26/09/2008 | 3e étape du Tour du Poitou-Charentes                    | France      | 2.1    | Benoît Vaugrenard  |
| 27/09/2008 | Classement général du Tour du Poitou-Charentes          | France      | 2.1    | Benoît Vaugrenard  |
| 12/10/2008 | Paris-Tours                                             | France      | 1.HC   | Philippe Gilbert   |